# كاتلين هيل (ممثلة)
كاتلين هيل (بالإنجليزية: Caitlin Hill)‏ هي يوتيوبية وممثلة أسترالية، ولدت في 8 سبتمبر 1988 في بريزبان في أستراليا.

## وصلات خارجية
- كاتلين هيل (ممثلة) على موقع IMDb (الإنجليزية)